# Панченко, Флорентина Викторовна
Флоренти́на Ви́кторовна Па́нченко (род. 17 марта 1961, Ленинград) — российский музыковед, палеограф, исследователь древнерусского певческого искусства. Кандидат искусствоведения, доцент Санкт-Петербургской консерватории имени Н. А. Римского-Корсакова. Автор свыше 70 работ, в том числе 4 монографий, учебного издания для вузов, статьи в энциклопедии.

## Биография
Флорентина Викторовна Панченко родилась 17 марта 1961 года в Ленинграде (РСФСР, СССР).
В 1989 году окончила Ленинградскую государственную консерваторию имени Н. А. Римского-Корсакова, теоретико-композиторский факультет.
С 1990 года — научный сотрудник Отдела рукописей Библиотеки Академии наук.
С 1995 года — работа в Санкт-Петербургской государственной консерватории имени Н. А. Римского-Корсакова: преподаватель (1995—2005), доцент уникальной (единственной в России и в мире) кафедры «Древнерусское певческое искусство» (с 2005), заведующая кафедрой «Древнерусское певческое искусство» (2005—2008), декан музыковедческого факультета (2005—2008).
В 2002 году в Санкт-Петербургской консерватории защитила диссертацию на соискание учёной степени кандидата искусствоведения. Тема — «Рукописное наследие выговских мастеропевцев: История, традиция, творчество»; специальность — 17.00.02: музыкальное искусство.
С 2009 по 2018 год — заместитель директора по науке Института русской литературы (Пушкинский Дом) РАН.
С 2018 года — старший научный сотрудник Древлехранилища имени В. И. Малышева Пушкинского Дома.
Отец — Виктор Панченко, брат — Владислав Панченко, муж — Глеб Маркелов.

## Сфера научных интересов
Палеография, источниковедение, историография, история, теория, поэтика древнерусского певческого искусства.

## Основные научные труды

### Монографии
- Панченко Ф. В. Певческие рукописи выголексинского письма. XVIII — первая половина XIX в.: Описание рукописного отдела Библиотеки РАН. Т. 9. Вып. 1. — СПб.: 2001. — 494 с.
  - За книгу «Певческие рукописи выголексинского письма. XVIII — первая половина XIX в.: Описание рукописного отдела Библиотеки РАН» награждена премией имени К. И. Шафрановского (2003)[2]
- Семячко С. А., Панченко Ф. В. Преподобный Димитрий Прилуцкий: житие и служба. — Вологда: 2018. — 384 с. — ISBN 978-5-6040661-0-2
- Библия Матфея Десятого 1507 года. Из собрания Библиотеки Российской академии наук: в 2 тт. Т. 1: Факсимильное воспроизведение рукописи БАН, собр. И. И. Срезневского, II. 75(24.4.28) / Подгот. изд. и исслед. А. А. Алексеев (отв. ред.), А. Е. Жуков, Ф. В. Панченко. — СПб.: Изд. Пушкинского Дома, 2020. — 1116 с. — ISBN 978-5-87781-075-4; Т. 2: Исследования и материалы / Подгот. изд. и исслед. А. А. Алексеев (отв. ред.), А. Е. Жуков, Ф. В. Панченко. — СПб.: Изд. Пушкинского Дома, 2020. — 264 с. — ISBN 978-5-87781-077-8
- Маркелов Г. В., Панченко Ф. В. Художественное убранство поморских рукописных книг XVIII—XIX вв. По материалам Пушкинского Дома. Исследование, каталог, альбом. — СПб.: Изд. Пушкинского Дома, 2022. — 96+256 с. — ISBN 978-5-87781-087-7

### Справочно-энциклопедические издания
- Певческие рукописи в собрании Библиотеки Академии наук. Каталог выставки / Сост. Ф. В. Панченко, под ред. А. А. Амосова. — СПб.: Библиотека Российской академии наук. 1994. — 52 с.
- Панченко Ф. В. Певческое искусство в Выго-Лексинском общежительстве: Становление местной традиции // Православная энциклопедия. — М.: 2005. Т. X. С. 61-65.
- Маркелов Г. В., Панченко Ф. В. Ларец изографа. Графические образцы в собрании Библиотеки Российской академии наук. Исследование, каталог, атлас. — СПб.: Изд. Пушкинского Дома, 2023. — 544 с. — ISBN 978-5-87781-078-5
- Маркелов Г. В., Панченко Ф. В., Семячко С. А. Книжное письмо поморских рукописей XVIII—XIX вв. По материалам Древлехранилища Пушкинского Дома. — СПб.: Изд. Пушкинского Дома, 2023. — 496 с. — ISBN 978-5-87781-076-1

### Учебное издание для вузов
- Панченко Ф. В. Певческие книги старообрядческой поморской традиции (XVIII—XX вв.): Учебное пособие. — Санкт-Петербургская государственная консерватория имени Н. А. Римского-Корсакова. Кафедра древнерусского певческого искусства. — СПб.: 2017. — 196 с. — ISBN 978-5-98620-285-3[7][8][9]